# Casaglione
Casaglione (korsisch Casaglionu) ist eine französische Gemeinde an der Westküste Korsikas mit 509 Einwohnern (Stand 1. Januar 2022).

## Geographie

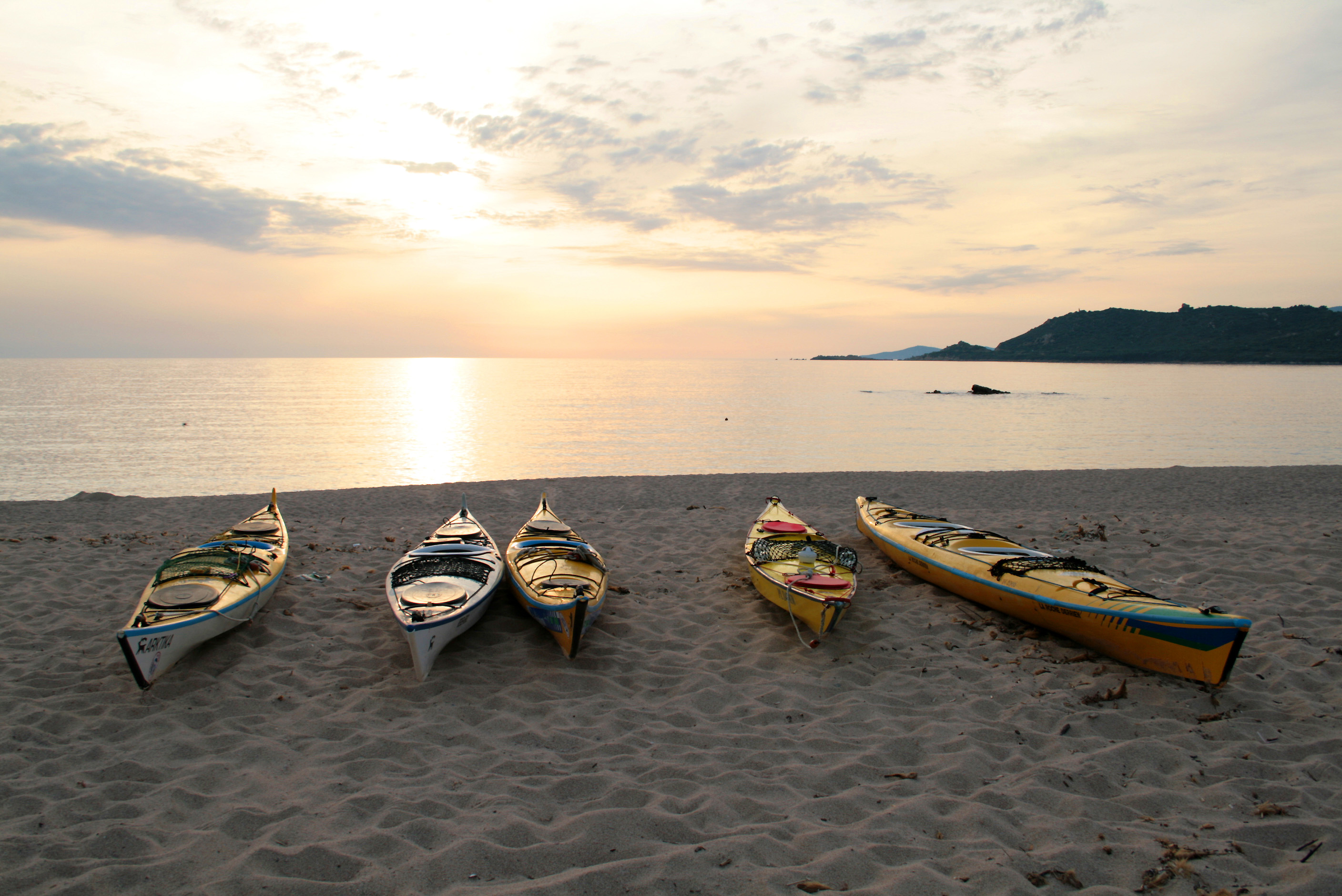
Strand von Casaglione-Tiuccia

Casaglione liegt etwa 40 km nördlich von Ajaccio auf einer Bergflanke über der Küstenstraße nach Cargèse. Im zur Gemeinde gehörigen Küstenort Tiuccia befindet sich die örtliche Schule.

## Geschichte
Das Château de Capraja wurde durch Ugo Colonna errichtet und war Sitz der Grafen von Cinarca, die im 13. Jahrhundert ganz Korsika beherrschten.

### Bevölkerungsentwicklung
| Jahr                       | 1962 | 1968 | 1975 | 1982 | 1990 | 1999 | 2007 | 2016 |
| Einwohner                  | 217  | 206  | 199  | 257  | 292  | 292  | 342  | 389  |
| Quellen: Cassini und INSEE |      |      |      |      |      |      |      |      |

## Sehenswürdigkeiten
- Pfarrkirche San Frediano aus dem 16. Jahrhundert
- Dolmen von Tremeca
- Ruinen von Capigliolo
- Château de Capraja über dem Küstenort Tiuccia